# Міністр оборони США

Печатка міністерства оборони США

Секретар оборони США (англ. United States Secretary of Defense (SecDef) — вища посадова особа міністерства оборони США, яка відповідає за усі види збройних сил США і питання національної безпеки. Призначається президентом США із схвалення Сенату і є членом кабінету секретар.

## Статус
Роль секретаря оборони США бути принциповим політичним радником Президента країни у питаннях застосування збройних сил та справах національної безпеки.
Згідно із законом секретарем оборони США має бути громадянин, який протягом не менше 10 років не служив в активних підрозділах Збройних сил (10-те зведення законів США, розділ 113).
Секретар оборони за ієрархією є сьомою людиною в США.

## Історія заснування
Ця посада з'явилася в 1947 році, коли військово-морські сили, армію і щойно створені повітряні сили були об'єднані в національне військове відомство (англ. National Military Establishment). У наслідок суттєвої реорганізації секретар армії США (сухопутних сил) (англ. Department of the Army), ПС (англ. Department of the Air Force) і ВМС (англ. Department of the Navy) перестали бути членами кабінету секретар і були підпорядковані секретареві оборони.
У 1949 році національне військове відомство було перейменовано в міністерство оборони, ця назва зберігається досі.
В системі Збройних сил США секретаря оборони часто називають скорочено СекДеф (англ. Secretary of Defense — SecDef).

## Порядок наступності
Наказом президента від 22 грудня 2005 року президент Джордж Вокер Буш змінив порядок наступності в міністерстві оборони, привівши його до наступної системи:
1. Заступник міністра оборони
2. Заступник міністра оборони з питань розвідки
3. Заступник міністра оборони по військово-політичних питаннях
4. Заступник міністра оборони з матеріально-технічного забезпечення
5. Державний секретар армії
6. Державний секретар військово-морських сил
7. Державний секретар військово-повітряних сил
8. Заступник міністра оборони з кадрів та бойової готовності і заступник міністра оборони (контролер/головний фінансовий інспектор)
9. Помічник заступника міністра оборони з матеріально-технічного забезпечення, помічник заступника міністра оборони з військово-політичних питань і помічник заступника міністра оборони з кадрів та бойової готовності
10. Генеральний консультант міністерства оборони, помічник міністра оборони і начальник відділу експлуатаційних випробувань і оцінки
11. Помічник заступника міністра оборони з питань логістики і матеріальної готовності і начальник управління науково-дослідними і дослідно-конструкторськими роботами міністерства оборони (англ. Director of Defense Research and Engineering)
12. Заступники начальників штабів сухопутних, військово-повітряних, військово-морських військ
13. Помічники і генеральні консультанти командувачів сухопутних, військово-повітряних, військово-морських військ

## Міністри оборони США
| Ім'я               | Фото                 | Дата служби                       | Президент, в адміністрації якого перебував на посаді |
| ------------------ | -------------------- | --------------------------------- | ---------------------------------------------------- |
| Джеймс Форрестол   | James Forrestal      | 17 вересня 1947 — 28 березня 1949 | Гаррі Трумен                                         |
| Луїс Артур Джонсон | Louis A. Johnson     | 28 березня 1949 — 19 вересня 1950 | Гаррі Трумен                                         |
| Джордж Маршалл     | George C. Marshall   | 21 вересня 1950 — 12 вересня 1951 | Гаррі Трумен                                         |
| Роберт Ловетт      | Robert A. Lovett     | 17 вересня 1951 — 20 січня 1953   | Гаррі Трумен                                         |
| Чарлз Ервін Вілсон | Charles E. Wilson    | 28 січня 1953 — 8 жовтня 1957     | Дуайт Девід Ейзенхауер                               |
| Ніл Макелрой       | Neil H. McElroy      | 9 жовтня 1957 — 1 грудня 1959     | Дуайт Девід Ейзенхауер                               |
| Томас Гейтс        | Thomas S. Gates      | 2 грудня 1959 — 20 січня 1961     | Дуайт Девід Ейзенхауер                               |
| Роберт Макнамара   | Robert McNamara      | 21 січня 1961 — 29 лютого 1968    | Джон Фіцджеральд Кеннеді, Ліндон Джонсон             |
| Кларк Кліффорд     | Clark M. Clifford    | 1 березня 1968 — 20 січня 1969    | Ліндон Джонсон                                       |
| Мелвін Лейрд       | Melvin R. Laird      | 22 січня 1969 — 29 січня 1973     | Річард Ніксон                                        |
| Елліот Річардсон   | Elliot L. Richardson | 30 січня 1973 — 24 травня 1973    | Річард Ніксон                                        |
| Джеймс Шлезінгер   | Schlesinger          | 2 липня 1973 — 19 листопада 1975  | Річард Ніксон, Джеральд Форд                         |
| Дональд Рамсфелд   | Rumsfeld             | 20 листопада 1975 — 20 січня 1977 | Джеральд Форд                                        |
| Гарольд Браун      | Harold Brown         | 21 січня 1977 — 20 січня 1981     | Джиммі Картер                                        |
| Каспар Вайнбергер  | Caspar W. Weinberger | 21 січня 1981 — 23 листопада 1987 | Рональд Рейган                                       |
| Френк Карлуччі     | Carlucci             | 23 листопада 1987 — 20 січня 1989 | Рональд Рейган                                       |
| Річард Чейні       | Cheney               | 21 березня 1989 — 20 січня 1993   | Джордж Герберт Вокер Буш                             |
| Лес Еспін          | Les Aspin            | 21 січня 1993 — 3 лютого 1994     | Білл Клінтон                                         |
| Вільям Перрі       | William J. Perry     | 3 лютого 1994 — 23 січня 1997     | Білл Клінтон                                         |
| Вільям Коен        | William S. Cohen     | 24 січня 1997 — 20 січня 2001     | Білл Клінтон                                         |
| Дональд Рамсфелд   | Rumsfeld             | 20 січня 2001 — 18 грудня 2006    | Джордж Вокер Буш                                     |
| Роберт Гейтс       | Gates                | 18 грудня 2006 — 1 липня 2011     | Джордж Вокер Буш, Барак Обама                        |
| Леон Панетта       | Panetta              | 1 липня 2011 — 27 лютого 2013     | Барак Обама                                          |
| Чак Гейгель        | Chuck Hagel          | 27 лютого 2013 — 12 лютого 2015   | Барак Обама                                          |
| Ештон Картер       | Ashton Carter        | 12 лютого 2015 — 20 січня 2017    | Барак Обама                                          |
| Джеймс Меттіс      | James Mattis         | 20 січня 2017 — 1 січня 2019      | Дональд Трамп                                        |
| Марк Еспер         | Mark Esper           | 24 липня 2019 — 20 січня 2021     | Дональд Трамп                                        |
| Ллойд Остін        | Lloyd Austin         | 22 січня 2021 — 24 січня 2025     | Джо Байден                                           |
| Піт Гегсет         |                      | з 24 січня 2025                   | Дональд Трамп                                        |

## Офіційний сайт
- U.S. Department of Defence [Архівовано 5 грудня 2009 у Wayback Machine.]